# Massey Ferguson 235
Le Massey Ferguson 235 est un tracteur agricole construit par Massey Ferguson.

## Généralités
Le Massey Ferguson 235 est le plus petit de la série 200 construite en France de 1976 à 1983.
Sa production continua après cette date en Pologne par le constructeur Ursus et sous licence MF, avec la dénomination Ursus 2812, et ce jusqu'en 2009.

## Caractéristiques techniques
Ce modèle reprend les mêmes bases mécaniques et hydrauliques qui ont fait le succès de la série 100 et adopte le style de la carrosserie de la série 200.
Il reçoit un alternateur à la place de la dynamo et une cabine est proposée en option à la place du cadre de sécurité.

## Positionnement marketing et publicité
Le slogan durant sa commercialisation était :
- Avec les nouveaux MF 200... une fois de plus, MF surpasse MF.

## Évolutions
Ce tracteur connaîtra plusieurs légères évolutions au fil des années. La batterie sera déplacée de l'avant du tableau de bord vers l'avant du radiateur et le filtre à air sec sous le tableau de bord sera également déplacé à l'avant du radiateur et remplacé par un modèle à bain d'huile. Ces 2 relocalisations permettront le montage en série d'une cabine rigide fermée, tout en facilitant l'accès et donc la maintenance périodique. La conséquence sera l'allongement de la carrosserie devant l'essieu directionnel et donc l'augmentation du porte-à-faux avant, l'empattement restant inchangé.